# Girl vs. Monster
Girl vs. Monster is een Disney Channel Original Movie uit 2012. De film werd geregisseerd door Stuart Gillard en het script is geschreven door Annie DeYoung en Ron McGee. De film ging in de Verenigde Staten in première op 12 oktober 2012. In Vlaanderen en Nederland gaat de film op 1 maart 2013 in première. De film trok 4,9 miljoen kijkers op de avond van de première.

## Plot
Skylar Lewis weet niet dat haar ouders al jaren op monsters jagen en ze gevangen houden in een machine. Tot op het moment dat de machine stuk gaat en alle monsters ontsnappen. De ouders worden ontvoerd en Skylar moet met haar vrienden de monsters zien te vangen voor ze gevaren aanrichten.

## Rolverdeling
- Olivia Holt als Skylar Lewis
- Brendan Meyer als Henry
- Kerris Dorsey als Sadie
- Luke Benward als Ryan Dean
- Katherine McNamara als Myra Santelli
- Tracy Dawson als Deimata
- Brian Palermo als Steve Lewis
- Adam Chambers als Cobb
- Jennifer Aspen als Julie Lewis
- Kurt Ostlund als Henry's bully

## Productie
De film werd opgenomen van maart tot mei 2012.